# 고양이 장례식
《고양이 장례식》은 2015년에 개봉한 대한민국의 영화로, 홍작가의 동명 웹툰을 원작으로 한다.

## 캐스팅
- 강인 : 동훈 역
- 박세영 : 재희 역
- 정겨운 : 현석 역
- 정근 : 민준 역
- 김병춘 : 동훈 아버지 역
- 홍완표 : 진혁 역
- 이지선 : 보경 역
- 주부진 : 할머니 역
- 김재록 : 주례 역
- 이충구 : 동물병원 의사 역
- 이대현 (우정출연)